# Pattenham (Seeon-Seebruck)
Pattenham ist ein Gemeindeteil der Gemeinde Seeon-Seebruck im oberbayerischen Landkreis Traunstein.

## Geschichte
Die mit dem Gemeindeedikt von 1818 begründete Landgemeinde Pattenham kam am 1. Mai 1926 zu Truchtlaching. Am 1. Januar 1980 wurde die neue Gemeinde Seeon-Seebruck durch den Zusammenschluss der ehemals selbständigen Gemeinden Seebruck, Seeon und Truchtlaching gebildet.